# 북통영 나들목
북통영 나들목(N.Tongyeong IC)은 경상남도 통영시 광도면 죽림리에 설치된 통영대전고속도로의 2번 교차로이다. 나들목 진출입로 및 요금소는 광도면 노산리에 연결되어 있다. 진출입로가 대전 방향으로만 통해 있으며, 통영 방향 진출과 대전 방향 진입만 가능하다. 2005년 개통 당시 명칭은 통영 나들목이었으나, 운전자가 명칭 혼동으로 국도로 우회하는 등 불편을 겪는 사례가 잇따르자 2007년 1월 1일에 현재의 북통영 나들목으로 변경하고 동통영 나들목이 통영 나들목으로 변경되었다. 통영종합버스터미널과 통영시 광도면, 통영시 도산면 등지로 진출 할 수 있다.

## 연혁
- 2005년 12월 12일 : 통영대전고속도로 통영 ~ 진주 구간 개통과 함께 통영 나들목으로 영업 개시[2]
- 2007년 1월 1일: 북통영 나들목으로 명칭 변경[1]

## 구조물 정보
- 위치: 경상남도 통영시 광도면 죽림리
- 영업소: 경상남도 통영시 광도면 남해안대로 1227

## 접속하는 도로
- 남해안대로 (국도 제14호선, 국도 제77호선, 국가지원지방도 제58호선, 국가지원지방도 제67호선, 지방도 제1021호선)
- 안정로 (국도 제77호선, 국가지원지방도 제67호선, 지방도 제1021호선)

## 교통량 정보
| 요금소            | 통행량 (대/일) | 통행량 (대/일) | 통행량 (대/일) | 통행량 (대/일) | 통행량 (대/일)  | 통행량 (대/일)  | 통행량 (대/일) | 통행량 (대/일) | 통행량 (대/일) | 통행량 (대/일) | 각주  |
| 요금소            | 2001년         | 2002년         | 2003년         | 2004년         | 2005년          | 2006년          | 2007년         | 2008년         | 2009년         | 2010년         | 각주  |
| ----------------- | -------------- | -------------- | -------------- | -------------- | --------------- | --------------- | -------------- | -------------- | -------------- | -------------- | ----- |
| (구)통영 (폐쇄식) | 미개통         | 미개통         | 미개통         | 미개통         | 1,656           | 1,738           | 북통영 요금소  | 북통영 요금소  | 북통영 요금소  | 북통영 요금소  | [ 3 ] |
| 북통영 (폐쇄식)   | 미개통         | 미개통         | 미개통         | 미개통         | (구)통영 요금소 | (구)통영 요금소 | 1,691          | 2,018          | 2,367          | 2,517          | [ 3 ] |
| 요금소            | 2011년         | 2012년         | 2013년         | 2014년         | 2015년          | 2016년          | 2017년         | 2018년         | 2019년         |                | [ 3 ] |
| (구)통영 (폐쇄식) | 북통영 요금소  | 북통영 요금소  | 북통영 요금소  | 북통영 요금소  | 북통영 요금소   | 북통영 요금소   | 북통영 요금소  | 북통영 요금소  | 북통영 요금소  |                | [ 3 ] |
| 북통영 (폐쇄식)   | 2,313          | 2,325          | 2,496          | 2,686          | 2,934           | 3,218           | 3,690          | 3,709          | 3,715          |                | [ 3 ] |